# Esteban Garcia
Esteban Garcia de Rontero (7 december 1970) is een Zwitsers ondernemer, zeiler, teambaas en autocoureur.

## Ondernemer
Garcia richtte in 2004 in Lausanne het vastgoedfonds Realstone op, waar hij ook bestuurslid van is.

## Zeiler
Garcia houdt van zeilen. In 2009 won hij de TP-klasse van de Royal Regatta van Palma. Sinds 2010 organiseert hij de Realstone Cup op het Meer van Genève. Vanaf 2013 is hij de eigenaar van Realtime Sailing, een professioneel zeilteam dat deelneemt aan oceaanraces.

## Autosport
In 2013 maakte Garcia zijn autosportdebuut in de V de V Challenge Monoplace, waar hij tot 2016 in actief bleef. Hierna kwam hij uit in de sportwagens en ging hij in enduranceraces rijden. In 2018 werd hij voor het team Graff derde in de Prototype-klasse van de Gulf 12 Hours en won hij in de LMP3-klasse van de V de V Endurance Series de race op het Circuit de Barcelona-Catalunya.
In 2019 debuteerde Garcia in de LMP3-klasse van de European Le Mans Series (ELMS), waarin hij voor zijn eigen team Realteam Racing de auto met David Droux deelde. Een vierde plaats op het Autodromo Nazionale Monza was zijn beste resultaat en hij werd met 31,5 punten zevende in het klassement. Tevens werd hij derde in de Challenge Proto-LMP3-U-klasse van de Ultimate Cup Series. In 2020 bleef hij met Droux in de ELMS rijden en won hij de race op het Circuit Paul Ricard. Hij miste echter de laatste race op het Autódromo Internacional do Algarve, waarin hij door Julien Gerbi werd vervangen. Met 50 punten werd hij vijfde in het kampioenschap.
In 2021 stapte Garcia met Realteam over naar de LMP2 Pro-Am-klasse van het FIA World Endurance Championship, waarin hij met Loïc Duval en Norman Nato de auto deelde. In de 8 uur van Portimão, die werd gewonnen door de inschrijving van Garcia, werd Duval vervangen door Mathias Beche. Garcia eindigde in elke race op het podium en werd met 146 punten achter Frits van Eerd tweede in de eindstand.